# Störlinge sjömarker
Störlinge sjömarker este o arie protejată (arie specială de conservare — SAC, sit de importanță comunitară — SCI) din Suedia întinsă pe o suprafață de 218,6 ha, integral pe uscat.

## Localizare
Centrul sitului Störlinge sjömarker este situat la coordonatele 56°48′02″N 16°46′58″E / 56.8006°N 16.7828°E.

## Înființare
Situl Störlinge sjömarker a fost declarat sit de importanță comunitară în decembrie 1998 pentru a proteja un număr necunoscut de specii din flora spontană și fauna sălbatică aflate în arealul zonei. Situl a fost protejat și ca arie specială de conservare în martie 2011.

## Biodiversitate
Situată în ecoregiunile boreală și marină baltică, aria protejată conține 10 habitate naturale: Pajiști uscate seminaturale și facies de acoperire cu tufișuri pe substraturi calcaroase (Festuco-Brometalia) (* situri importante pentru orhidee), Alvar nordic și șisturi calcaroase precambriene, Insulițe și insule mici din Baltica boreală, Recifuri, Pajiști cu Molinia pe soluri calcaroase, turboase sau argilos-nămoloase (Molinion caeruleae), Pajiști carstice calcaroase sau bazofile, de Alysso-Sedion albi, Terase mlăștinoase și terase nisipoase neacoperite de apă la reflux, Pajiști fino-scandinave uscate până la mezice, bogate în specii de altitudine mică, Vegetație psamofilă uscată cu pășuni deschise de Corynephorus și Agrostis, Pășuni de coastă din Baltica boreală.
La baza desemnării sitului se află un număr nedeclarat de specii protejate.